# Oedignatha platnicki
Oedignatha platnicki is een spinnensoort uit de familie van de bodemzakspinnen (Liocranidae).
De wetenschappelijke naam van de soort werd in 1998 gepubliceerd door Da-Xiang Song & Zhu.